# TEE Cycnus
Il Cycnus è stato un treno Trans Europ Express in servizio tra il 1973 e il 1978 tra Milano e Ventimiglia.

## Messa in servizio
Alla fine degli anni cinquanta si stava creando a Milano una serie di servizi ferroviari volti a mettere in comunicazione il capoluogo lombardo con numerose altre città europee. All'inizio degli anni settanta, il successo dei TEE raggiunge i massimi livelli, tanto che le ferrovie italiane, tedesche e francesi, decideranno di mettere in servizio treni TEE anche sulle linee interne, cosa in origine non prevista.
È all'interno di questo contesto che le Ferrovie dello Stato il 30 settembre 1973 decidono di inserire in servizio il TEE Cycnus che mette in relazione la città meneghina con il confine franco-italiano di Ventimiglia. Fu creato così un collegamento, trainato su tutto il suo percorso da macchine del Gruppo E 444, simmetrico sulla tratta italiana a quello del TEE Ligure, che collegava Milano con Avignone. I due treni si incrociavano tutti i giorni in prossimità di Genova.

## Il servizio
Al debutto il treno lasciava Milano alle 20.30 per giungere a Ventimiglia alle 0.18 (con una durata del viaggio di 3 ore e 48 minuti, per una distanza di 290 km ed una velocità media di 76,3 km/h). Nel senso opposto la partenza era fissata da Ventimiglia per le ore 7 e l'arrivo a Milano previsto per le 10 e 46, con un tempo di percorrenza lievemente inferiore ed una velocità lievemente superiore.
La velocità ridotta rispetto alle altre linee TEE era causata dalla conformazione della linea stessa e dai suoi dislivelli, dal fatto che in taluni tratti il percorso fosse a binario singolo e che le fermate fossero piuttosto frequenti.
Si riporta di seguito l'orario del 1975:
| TEE 37/36 | km  | Fermata                | TEE 35/34 |
| --------- | --- | ---------------------- | --------- |
| 20.30     | 0   | Milano Centrale        | 10.46     |
| 20.53     | 39  | Pavia                  | non ferma |
| 22.03     | 150 | Genova Piazza Principe | 9.23      |
| 22.37     | 192 | Savona Letimbro        | 8.41      |
| 23.09     | 234 | Albenga                | 8.08      |
| 23.17     | 241 | Alassio                | 8.01      |
| 23.33     | 260 | Imperia Oneglia        | 7.43      |
| 0.02      | 286 | San Remo               | 7.19      |
| 0.13      | 297 | Bordighera             | 7.08      |
| 0.20      | 301 | Ventimiglia            | 7.00      |

Nel 1978 il servizio è stato sostituito da una coppia di InterCity, che dal 2003 si sono attestati a Genova Piazza Principe. Dal 2021, tre coppie giornaliere di InterCity collegano di nuovo Milano con Ventimiglia. I tempi di percorrenza sono rimasti sostanzialmente invariati.